# Bucky O'Hare
För andra betydelser, se Bucky O'Hare (olika betydelser).
Bucky O'Hare är huvudpersonen i en serietidning med samma namn, som också blivit animerad TV-serie samt diverse leksaker och TV-spel. Figuren skapades av Larry Hama och Michael Golden., och debuterade i Echo of Futurepast #1 i maj 1984.

### Fotnoter
1. ↑  ”Michael Golden Named Guest of Honor at Mid-Ohio”. Comic Book Resources. http://www.comicbookresources.com/?page=article&id=23107. Läst 10 december 2010.